# Orde van Stjepan Radić
De Orde van Stjepan Radić is een op 10 maart 1995 ingestelde Kroatische ridderorde. De orde, die als negende in de ranglijst is opgenomen, werd genoemd naar de populaire, in 1928 in het parlement vermoorde republikein en Kroatisch patriot Stjepan Radić.
De orde wordt voor "verdiensten en opofferingen voor nationale en sociale rechten van de Kroaten" toegekend.

## De versierselen
Het kleinood is een onregelmatig gevormd schild met daarboven een kroon. Men draagt het schild op de linkerborst.
Het lint van het miniatuur, een ronde zilveren medaille met het portret van Stjepan Radić is rood en wit en blauw in gelijke strepen.